# Afonso de Albuquerque (nau)
O Afonso de Albuquerque foi um navio de guerra do tipo nau que originalmente pertencia a Marinha Portuguesa e posteriormente foi incorporado à Armada Imperial Brasileira durante a Independência do Brasil, servindo como depósito, quartel e prisão. Foi um dos navios que compôs a frota que trouxe toda corte e família real portuguesa em 1808. Sua baixa foi registrada em 1826.